# Calophyllum gracilipes
Calophyllum gracilipes är en tvåhjärtbladig växtart som beskrevs av Merrill. Calophyllum gracilipes ingår i släktet Calophyllum och familjen Calophyllaceae. Inga underarter finns listade i Catalogue of Life.